# Пиола, Доменико
Доменико Пиола (итал. Domenico Piola; 1627, Генуя — 8 апреля 1703, Генуя) — итальянский живописец-пейзажист, один из главных представителей стиля барокко генуэзской школы.

## Биография
Доменико был сыном торговца текстилем Паоло Баттиста Пиолы и братом художников Пеллегро (1617—1640) и Джованни Андреа. Его дядьями по отцовской линии были Джованни Грегорио и Пьер Франческо, также художники.
Начинал подмастерьем в мастерской своего брата Пеллегро, а после смерти последнего перешёл в мастерскую Джованни Доменико Каппеллино. В 1643 году он был в Риме, вероятно, для изучения картин старых мастеров.
Доменико Пиола подружился с генуэзским художником Валерио Кастелло, преемником которого он стал в области декоративных предприятий в Генуе. Среди его первых важных заказов были: «Мученичество и слава святого Иакова» в Оратории Сан-Джакомо-алла-Марина в Генуе (1647), «Тайная вечеря» (Альбенга, Епархиальный музей) и знаменитая «Колесница Солнца» (Генуя, музеи Страда Нуова, Палаццо Россо), украшение капеллы Распятия в церкви Сан-Доменико, Капеллы Рождества церкви Сан-Франческо в Рекко, образ Мадонны в церкви Ностра-Синьора-дель-Кармине в Генуе и многое другое.
В браке с Маддаленой Вирци у Доменико было восемь детей: Антон Мария, Паоло Джероламо, Джованни Баттиста, последовавший по стопам отца, Андреа, ставшая религиозной, и ещё три дочери, из которых Маргарита вышла замуж за художника Грегорио Де Феррари, и ещё одна дочь вышла замуж за живописца и скульптора Доменико Пароди.
Занимаясь с Валерио Кастелло обширным декорированием залов Палаццо Бальби-Сенарега, после внезапной смерти последнего (1659) он унаследовал строительные площадки, став владельцем самой успешной живописной мастерской в Генуе и величайшим интерпретатором генуэзских декоративных предприятий второй середины XVII века. Дориа, Спинола, Бальби и все важные семьи города обращались к его мастерской, чтобы украсить свои дворцы историями о классических героях, древних императорах и мистическими аллегориями, чтобы прославить свои имена в истории города.
В сотрудничестве с Паоло Броцци, болонским квадратуристом и художником-фрескистом, с которым Пиола уже трудился в Зале Аполлона для Франческо Марии Бальби, он украсил главный зал Палаццо-ди-Панталео-Спинола фреской «Подношение Юпитеру ключей от храма Януса», а в 1666 году он приступил к украшению церкви Святых Иеронима и Франциска Ксаверия коллегиума иезуитов в Генуе. Для принца Джованни Андреа Дориа Доменико Пиола выполнил три картины, изображающие «Аллегорию брака Дориа-Памфили» (Генуя, Палаццо дель Принчипе).
В 1672 году Пиола крестил Доменико — сына скульптора Филиппо Пароди, с которым позже сотрудничал в многочисленных скульптурных и живописных работах. Его мастерская под названием «Casa Piola» на холме Сан-Леонардо стала самой значительной художественной мастерской в городе.
В 1690 году Доменико Пиола в сотрудничестве с квадрaтуристом Антоном Марией Хаффнером был автором фрескового декора интерьера церкви Сан-Лука прихода семей Спинола и Гримальди.
Доменико Пиола скончался 8 апреля 1703 года, когда работал над алтарем, изображающим Святого Луиджи Гонзага, поклоняющегося патрону церкви Святых Иеронима и Франциска Ксаверия, и был похоронен в семейной гробнице в церкви Сант-Андреа.
С Доменико Пиолой сотрудничали его зять Стефано Камольи, его сыновья Паоло Джероламо и Антон Мария, его зять Грегорио Де Феррари, болонские квадратуристы и стуккаторы (лепщики-декораторы из стукко-гипса) Энрико и Антонио Хаффнеры.

## Галерея

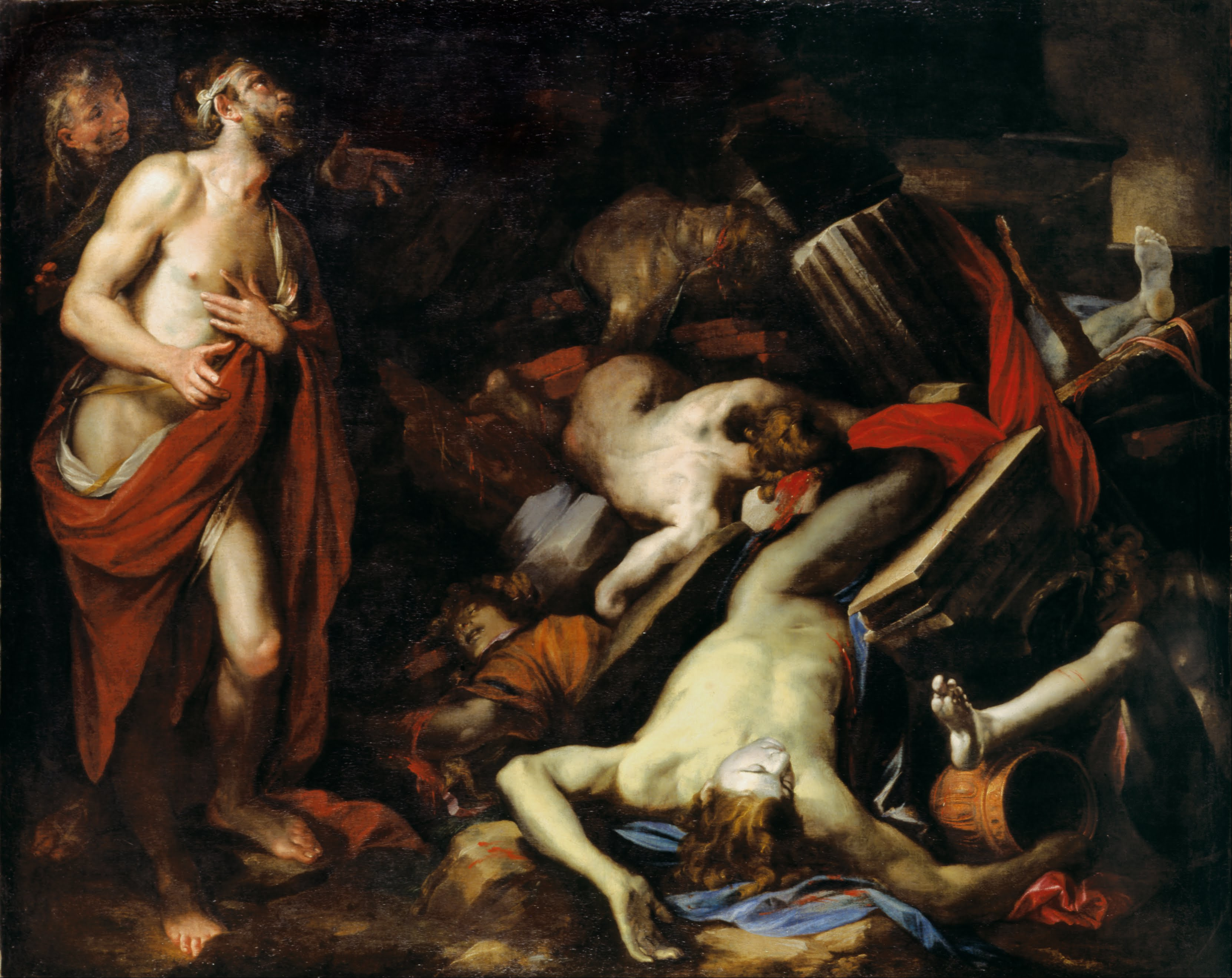
Иов и его мёртвые сыновья. Ок. 1650. Холст, масло. Музей изобразительных искусств Бильбао, Испания
Апофеоз Генуэзской Республики с аллегорией Божественной мудрости. 1700. Холст, масло. Музеи Страда Нуова, Генуя
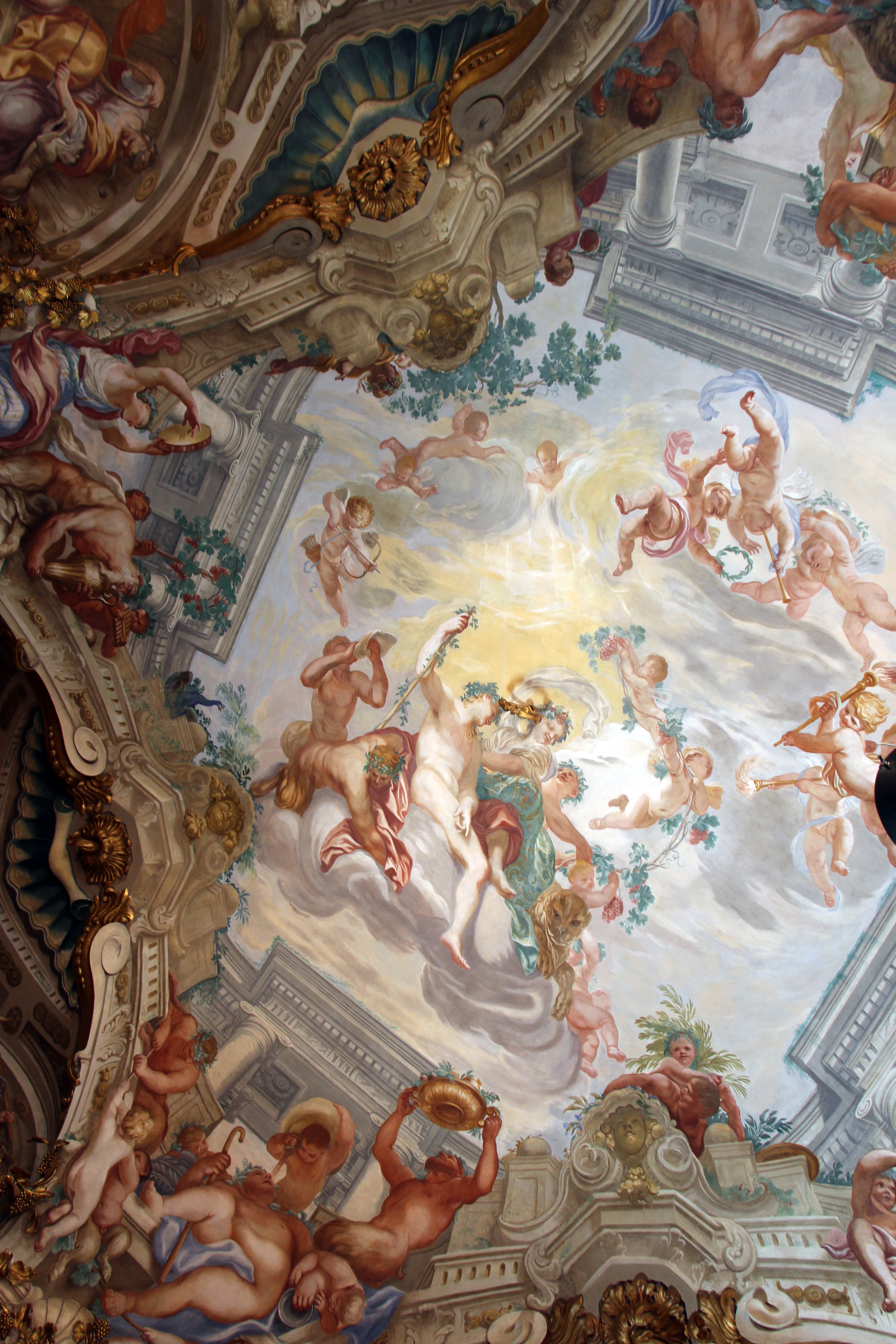
Аллегория осени (в сотрудничестве с С. Монки и А. Хаффнером). Фреска. Музеи Страда Нуова, Палаццо Россо, Генуя
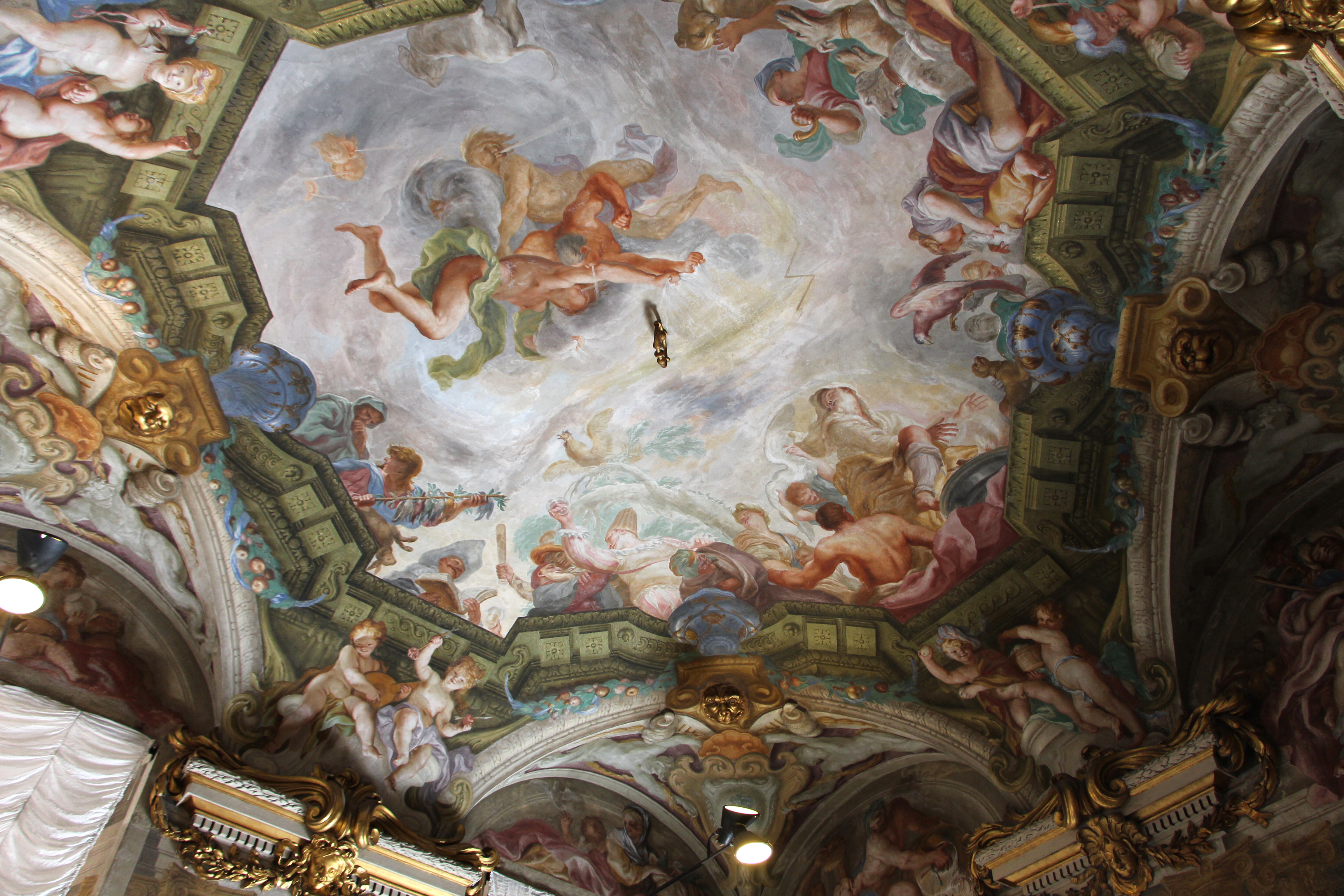
Аллегория зимы (в сотрудничестве с Н. Вивиано). Фреска. Музеи Страда Нуова, Палаццо Россо, Генуя
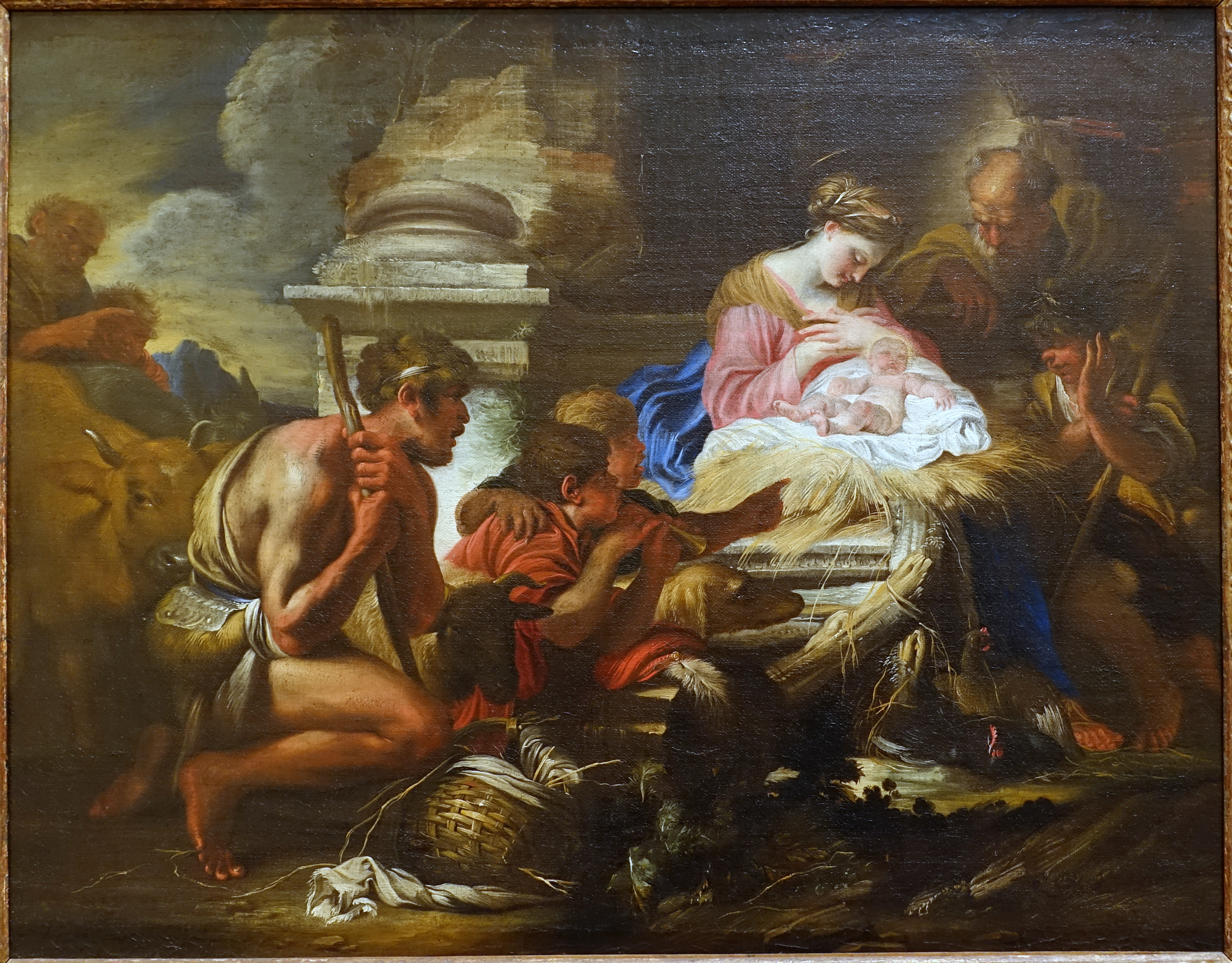
Поклонение пастухов. 1650—1655. Холст, масло. Художественный музей Блантона, Остин, США
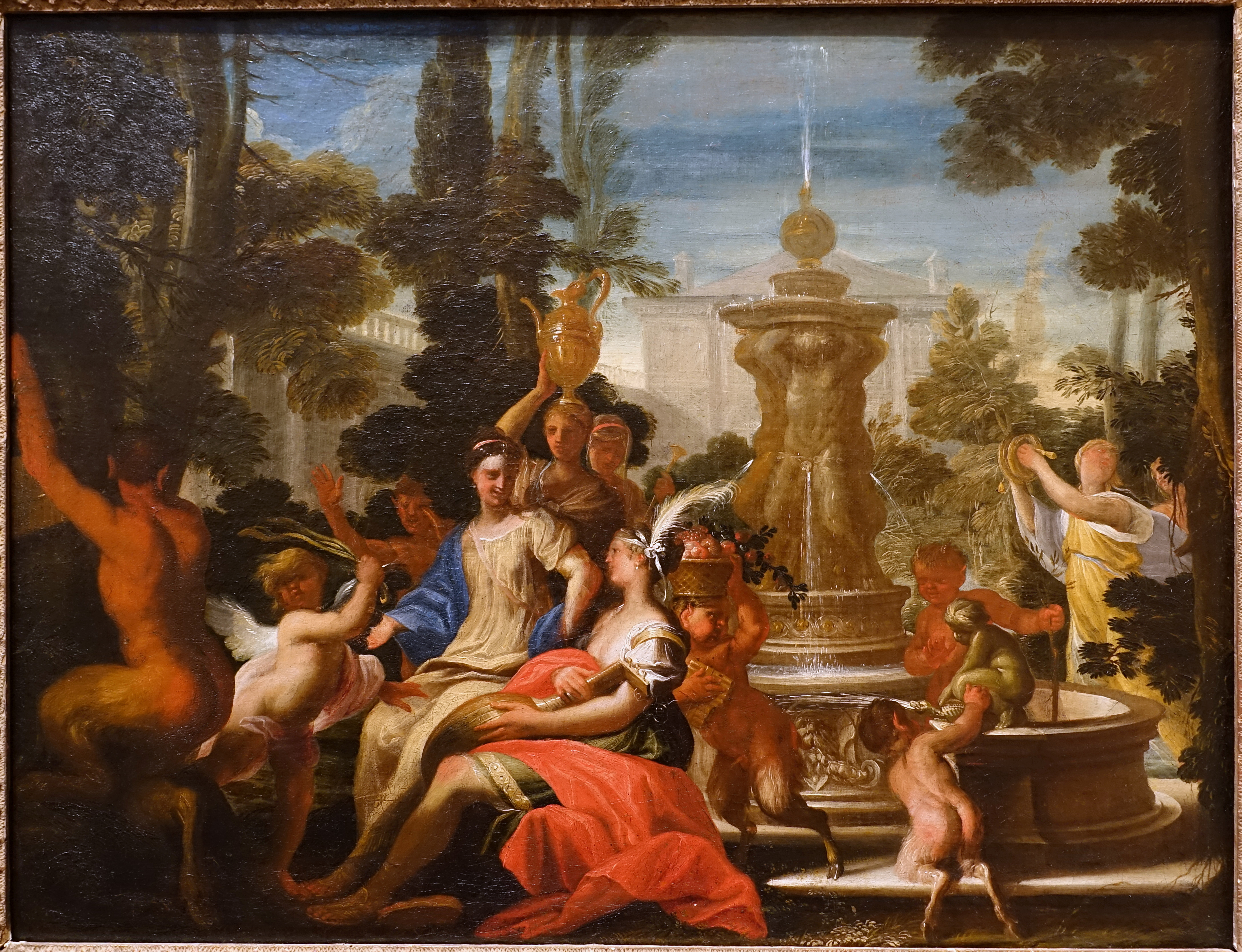
Aллегорическая сцена в саду. 1690-е. Холст, масло. Художественный музей Блантона, Остин, США